# Terraza del C.C.C.T
Terraza del C.C.C.T é um centro de eventos de Caracas, Venezuela.